# Salt a cavall
El salt a cavall és una disciplina hípica que requereix una elevada demostració d'equilibri, força, velocitat i compenetració entre el genet i el cavall. Es basa en la realització d'un recorregut d'obstacles amb penalització de 4 punts per barra caiguda. Un cavall ensinistrat per a saltar ha de conjugar flexibilitat i destresa en una perfecta sintonia amb el seu genet.
Les disciplines hípiques, tal com les coneixem, neixen en l'últim terç del segle xix, apareixent per primera vegada com esport Olímpic als Jocs Olímpics d'Estocolm de 1912. Actualment existeixen tres especialitats o disciplines olímpiques, les ja conegudes Salt d'Obstacles, Doma Clàssica i el Concurs Complet d'Equitació.

## El salt

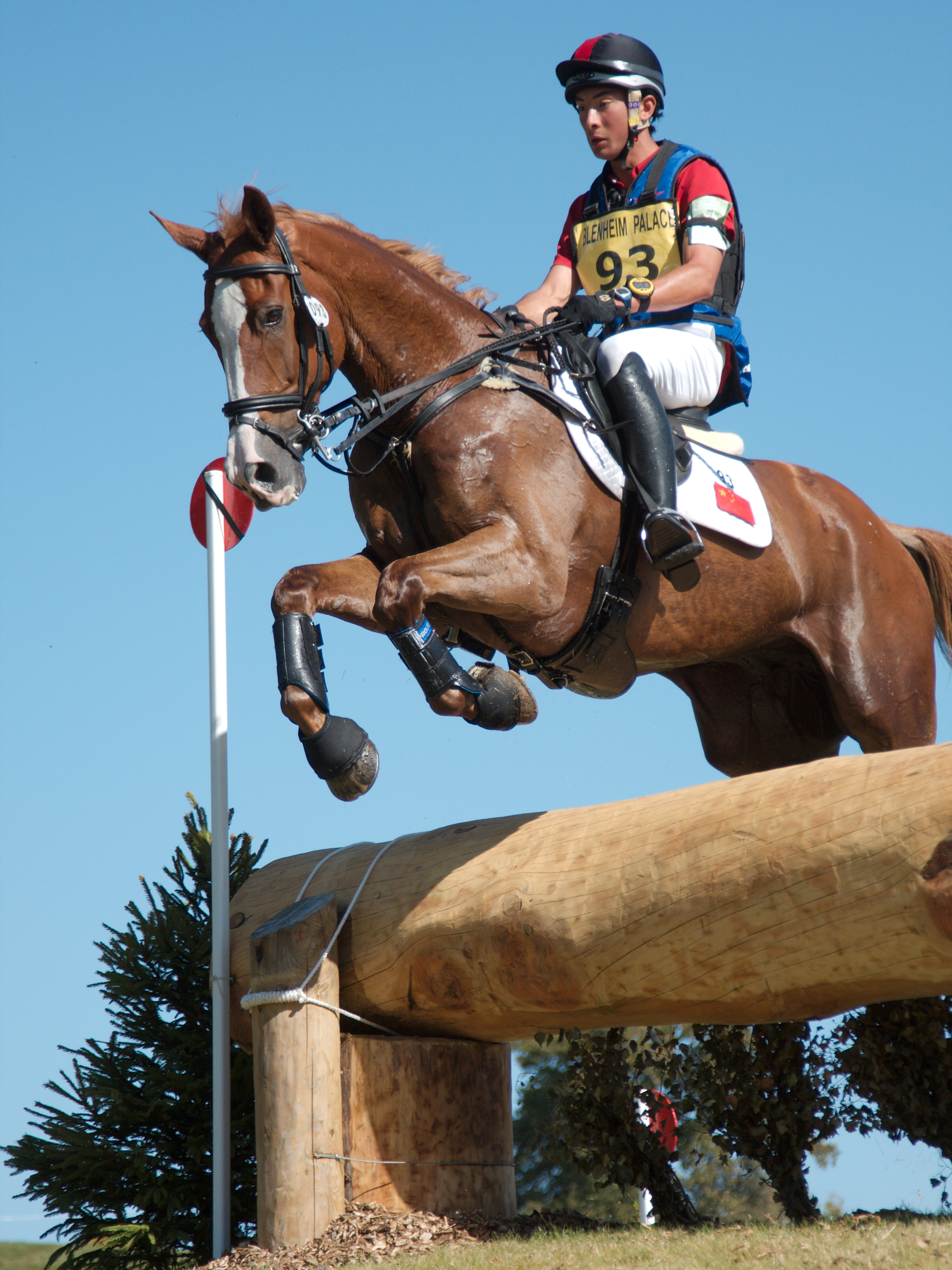
El concurs complet

Les competicions de salt d'alt nivell han sigut des de sempre les més populars: el suspens que causen i les qualitats que són menester per a competir-hi fa que el salt sigui l'estrella dels esports eqüestres.
Hi ha moltes formes de competicions de salt (des de les de camp a través, on el cronòmetre és qui mana, fins a les de potència o salt d'alçada), però la majoria es basen en unes normes molt simples: el genet ha d'afrontar un seguit d'obstacles que s'han de saltar amb un ordre predeterminat; si el seu cavall tomba un obstacle o posa un peu en l'aigua (únic salt de llargada que hi ha en aquesta mena de competició) serà penalitzat amb 4 punts. Quan el cavall refusa el salt per primera vegada el genet rebrà 4 punts de penalització, la segona vegada que passi serà desqual·lificat de la competició.
La victòria se l'emporta el cavall i genet amb menys de penalitzacions. Els empats porten  a una segona ronda en la qual els salts s'eleven o bé els genets competeixen contra rellotge i qui obtingui millor temps amb igual puntuació és el vencedor.

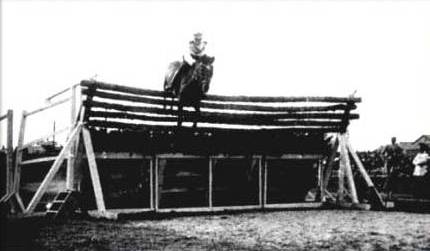
El Capità Morales i el seu cavall Huaso

L'altura dels salts no és la dificultat més grossa. En competicions internacionals els cavalls salten fins a 1,70 m i el rècord mundial, en possessió del capità xilè Alberto Larraguibel Morales i el cavall Huaso, des de 1949 és de 2,47 m. La veritable dificultat rau a passar uns revolts que requereixen tallar cantonades del circuit a gran velocitat sense perdre l'equilibri ni relliscar, amb l'objectiu d'arribar al següent salt en òptimes condicions de traçat i empenta.
D'ençà que van començar les competicions de salt, a finals del segle xix, els cavalls s'han tornat cada cop més complexos i les tècniques més refinades. Però va ser a partir del 1912, que el el coronel Pierre Danloux (1878-1943) va idear el mètode modern de salt. Fins llavors, se saltava assegut fermament a la sella amb el cos tirat lleugerament enrere, cosa que posava en dificultant preservar l'equilibri. Amb el mètode de Danloux, el genet s'inclina cap endavant amb la finalitat de mantenir el centre de gravetat entre genet i el cavall. Això va permetre més llibertat de moviment al cavall, menys lesions a l'esquena dels animals i millor equilibri i seguretat del genet. Aquest va ser el punt de partida dels salts moderns.

## Realització del salt modern

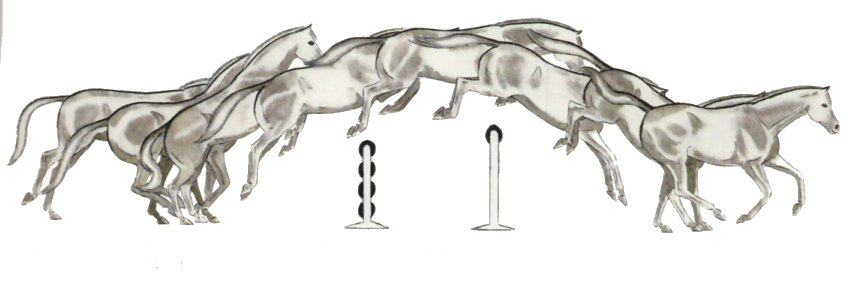
Fases del salt

El salt està format per tres etapes: l'apropament, l'enlairament i l'aterratge. En l'enlairament, el cavall ha d'elevar les mans (extremitats anteriors) del terra i tindre unes cuixes molt fortes a la vegada d'estar en equilibri constant. El major problema ve quan el genet perd el seu propi equilibri. En l'enlairament, tota la gravetat del moviment es desplaça fins al punt mitjà, que es troba justament quan cavall i genet estan en suspensió damunt del salt; un cop superat aquest punt, comença l'aterratge, que es dona per acabat en entrar en contacte de nou amb el terra deixant l'obstacle darrere.
Mentre que les competicions a l'interior es multipliquen a l'hivern, només les competicions realitzades a l'exterior ens ofereixen una gran varietat de salts, per exemple; les creuades, els verticals, els òxers, els bancs, els salts d'aigua o els murs amb barres o sense, entre d'altres. Els murs, a més a més, s'empren en competicions de potència.

## Grans competicions
Tots els grans genets somien amb una victòria en els Jocs Olímpics, la prova reina. Però també hi ha una altra prova anomenada Campionat Mundial, que se celebra cada quatre anys (però amb dos anys respecte als Jocs Olímpics) i que tanmateix significa la meta d'una llarga preparació pels equips nacionals. Entre aquestes dues competicions es troba la Copa Nacional, en la que cada país de la Federació Internacional Equestre en pot organitzar una a l'any segons les normes del CSIO (Concours de Saut International Officiel). La història del CSIO, limitada als genets militars fins als anys 50, és protagonitzada per grans saltadors de totes les nacionalitats, incloent-hi dones (com les americanes Melanie Smith i Katherine Burdsall) que foren les primeres a les quals se’ls permeté concursar contra homes en aquest tipus de competicions.
Tot i que els concursos de salt van ser inventats per irlandesos i anglesos, els britànics només han aconseguit una medalla d'or en equip l'any 1952 i cap d'individual. Una estranya ironía, donat que genets britànics com David Broome i els germans Whittaker es troben entre els millors genets del món. Però s'han enfrontat a durs competidors: els alemanys Winkler i Schockemohle, els italians D'Inzeo i Mancienelli, els nord-americans Steinkrus, el primer gran genet americà Joe Fargis i els francesos incloent-hi a Pierre Jonquères d'Oriola, el primer genet que guanyà dues medalles olímpiques d'or a Hèlsinki el 1952 i a Mèxic el 1964.
Els cavalls són també llegenda; populars saltadors de totes les nacionalitats amb noms que han fet història en el món equí a conseqüència de la gran rivalitat, especialment, entre dos d'ells: el Milton de John Whitaker i Jappeloup de Pierre Durand que van mantindre el món dels salts bocabadats fins a la mort per causes naturals de Jappeloup en el 1991.

## Races hípics ideals per al salt
El cavall ideal per a saltar té uns músculs curts i poderosos, unes cames netes amb sòlids genolls i una part posterior recta. De temperament, el cavall necessita tindre molt coratge i serenitat; aquest últim és un factor que limita l'ús dels pura sang, els quals sovint tendeixen a escalfar-se, encara que els nord-americans, que no tenen una raça indígena apropiada pels salts, els utilitzen amb molt d'èxit.
La popularitat de les competicions de salt ha donat peu a la realització d'una acurada cria en molts països europeus amb l'objectiu de produir cavalls apropiats per a aquest esport. Els Hunters irlandesos i els britànics són els millors saltadors de murs del món, encara que els alemanys i els francesos els segueixen de prop. Els Trakhners (entre els quals es troba el conegut semental Abdulah, un membre de l'equip nord-americà) i els Holstein alemanys són incomparablement potents i voluntariosos. D'altra banda, sovint els falta la lleugeresa pròpia dels cavalls francesos com, per exemple, l'Anglo-Àrab (el resultat d'un creuament entre cavalls anglesos i pura raça Àrabs). Durant alguns anys els cavalls holandesos i belgues (sovint amb sang alemanya o francesa) han figurat en la llista dels campions. Els soviètics utilitzen races com el Dudyonny i el Akhal Teke, amb el seu increïble pèl a ratlles platejades. Aquestes races indígenes són capaces de competir amb les millors del món.
El poni és naturalment bon saltador i fins i tot millor preparats per aquest esport, més que no pas els cavalls de mida completa (gràcies a la força comparativa dels seus músculs). Les competicions per a ponis es divideixen en quatre categories segons la mida. Mentre que moltes races, incloent-hi cavalls com New Forest, Welsh i Haflingers, prenen part en competicions internacionals, és el poni Connemara (descendent en part del pura sang) qui hi té més èxit. Un conemarra, Dundrum, un castrat, amb el genet Tommy Wade, va esdevenir campió suprem al Wembley Horse of the Year Show quan va establir un rècord en superar un mur de força de 2,16 m. Un connnemara méstís, anomenat Stroller, va guanyar la medalla d'argent en els Jocs Olímpics de 1968 a Mèxic.